# برکلی تیبل‌لند
برکلی تیبل‌لند (به انگلیسی: Barkly Tableland) یکی از پنج ناحیه ایالت قلمرو شمالی استرالیاست که در میانه این ایالت جای گرفته. وسعت این ناحیه ۲۸۳٬۰۰۰ کیلومتر مربع است که معادل ۲۱ درصد از مساحت قلمرو شمالی می‌باشد. جمعیت این ناحیه بر اساس سرشماری سال ۲۰۰۷ برابر ۶٬۳۰۰ برآورد شده است. پوشش گیاهی این ناحیه را اغلب چمنزارهایی تشکیل می‌دهند که ساکنین برای چرای گاو استفاده می‌شود. این منطقه سالیانه میزبان ۱۴۰٬۰۰۰ گردشگر می‌باشد.